# Phalantias minutus
Phalantias minutus es una especie de coleóptero de la familia Anthicidae.

## Distribución geográfica
Habita en la India.